# Heinrich Jasper

Heinrich Jasper

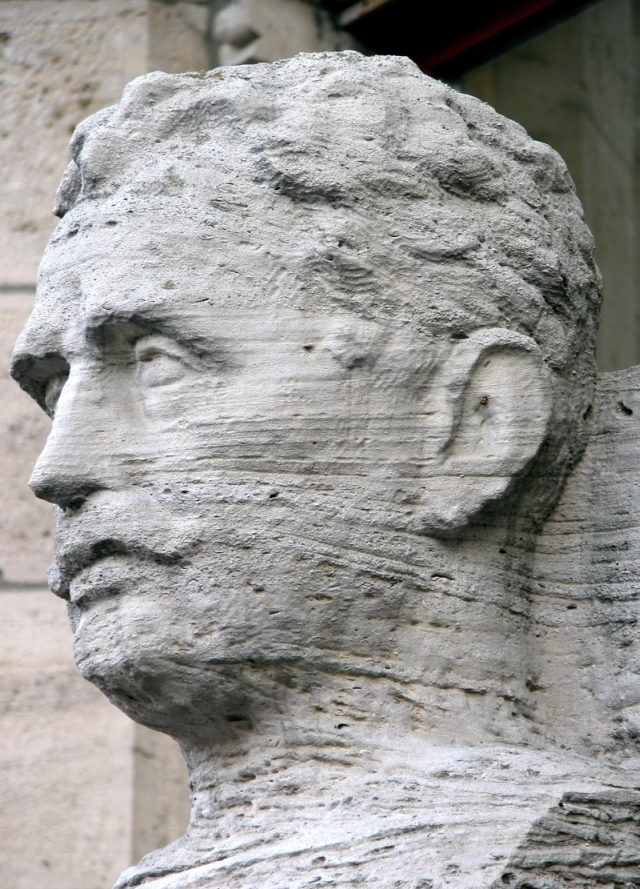
Heinrich Jasper, Büste von Jakob Hofmann

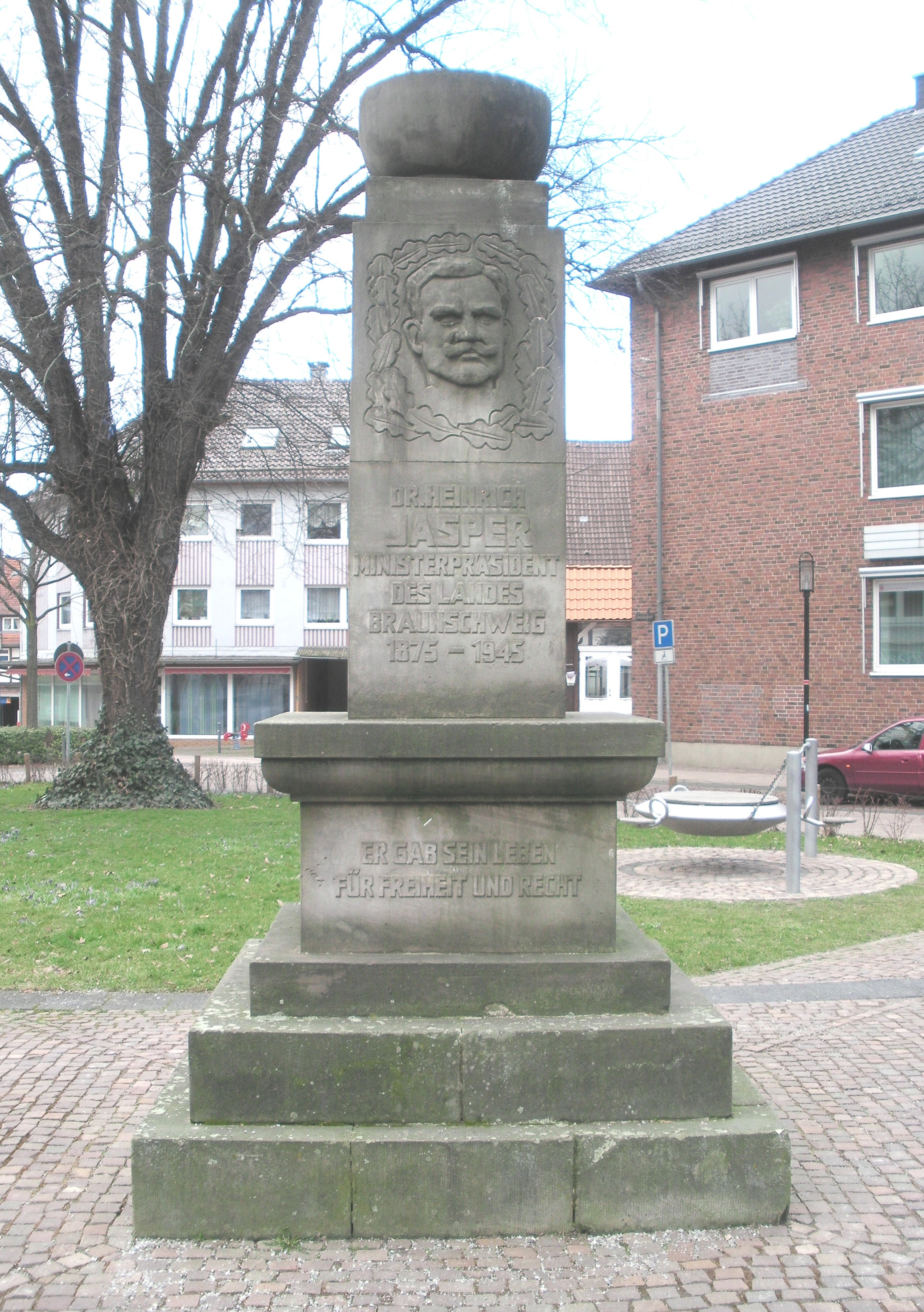
Denkmal für Heinrich Jasper in Seesen

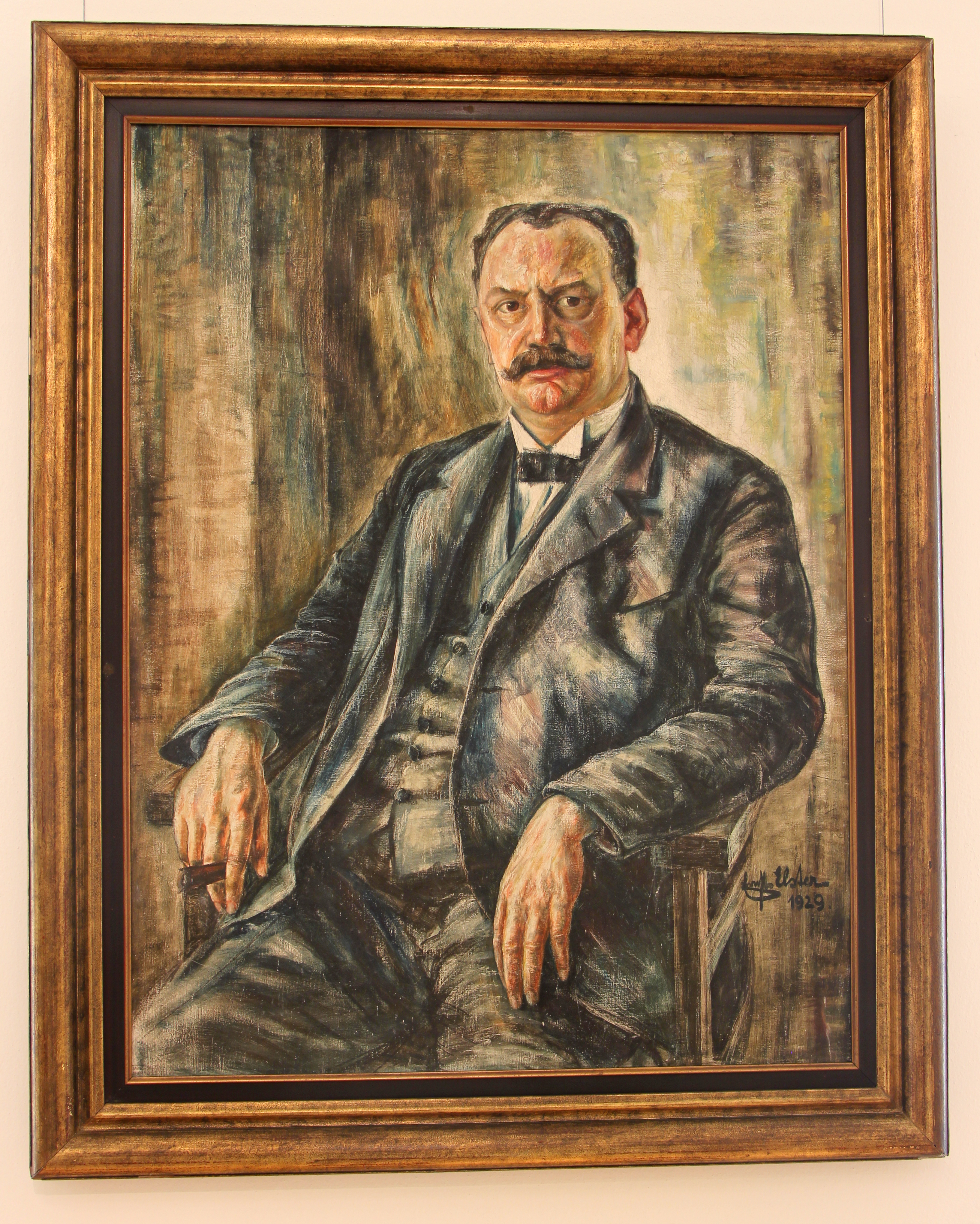
Gemälde im Braunschweigischen Landesmuseum

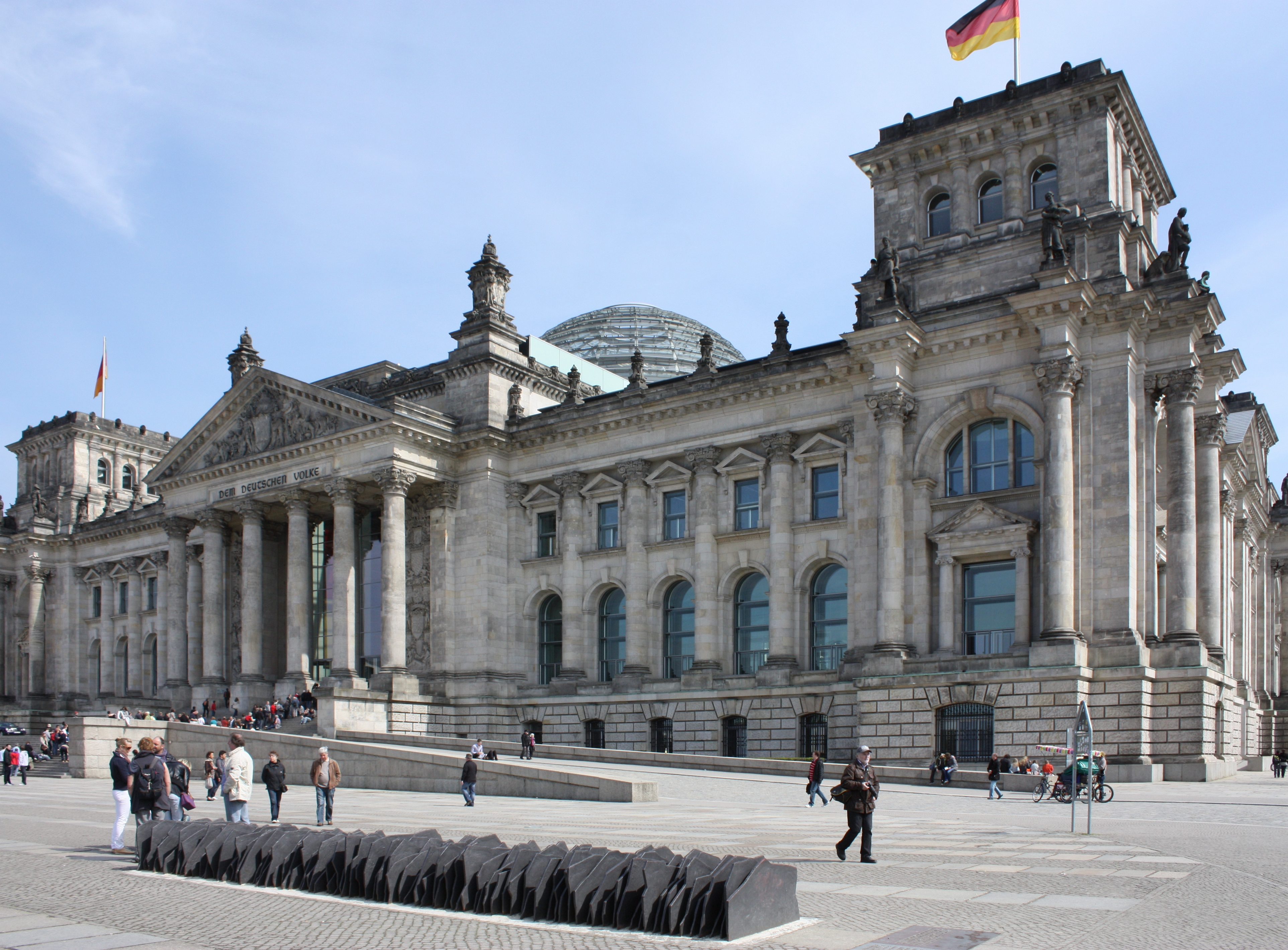
Gedenktafeln am Reichstag

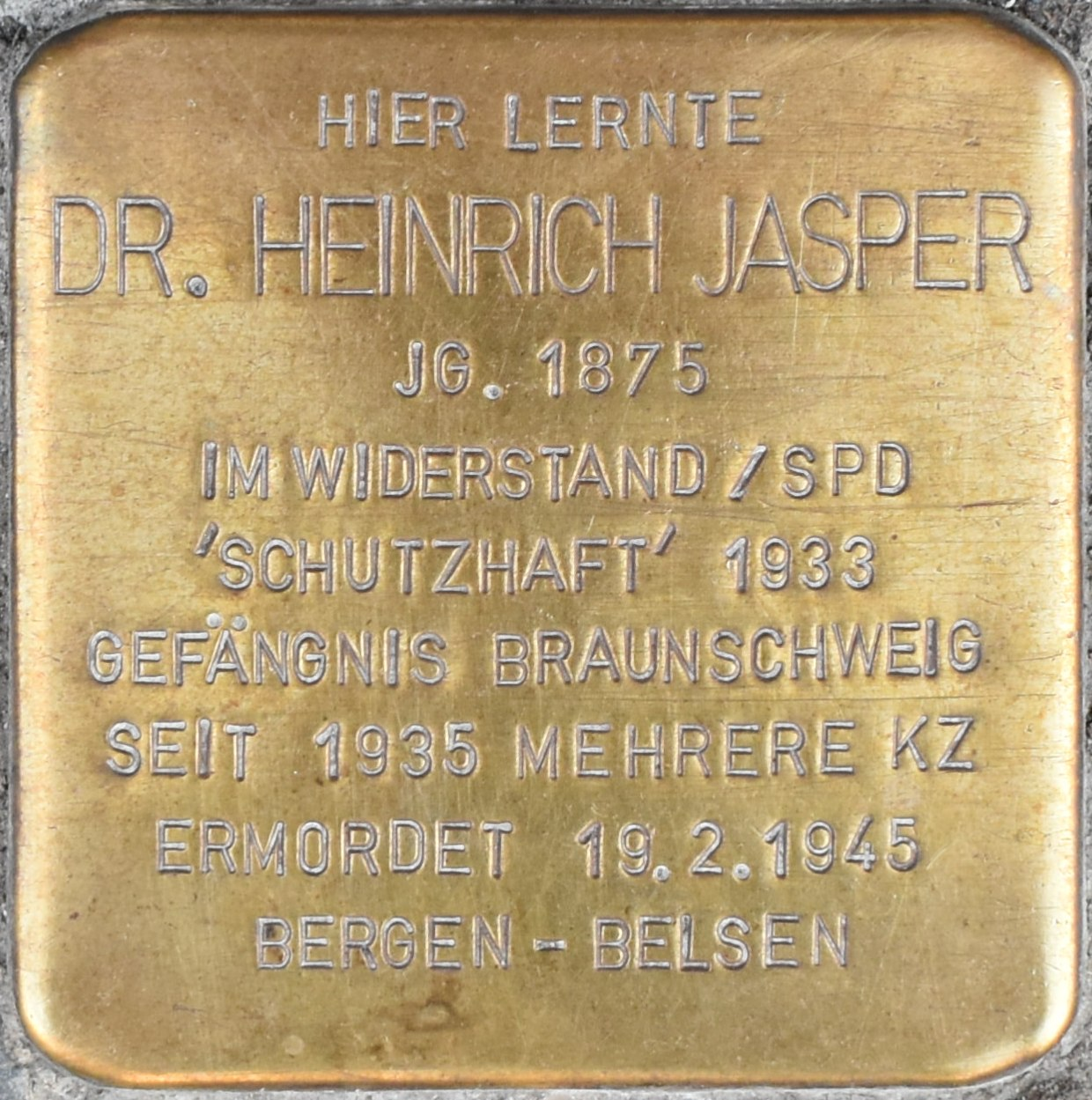
Stolperstein für Heinrich Jasper vor dem Eingang des Wilhelm-Gymnasiums in Braunschweig

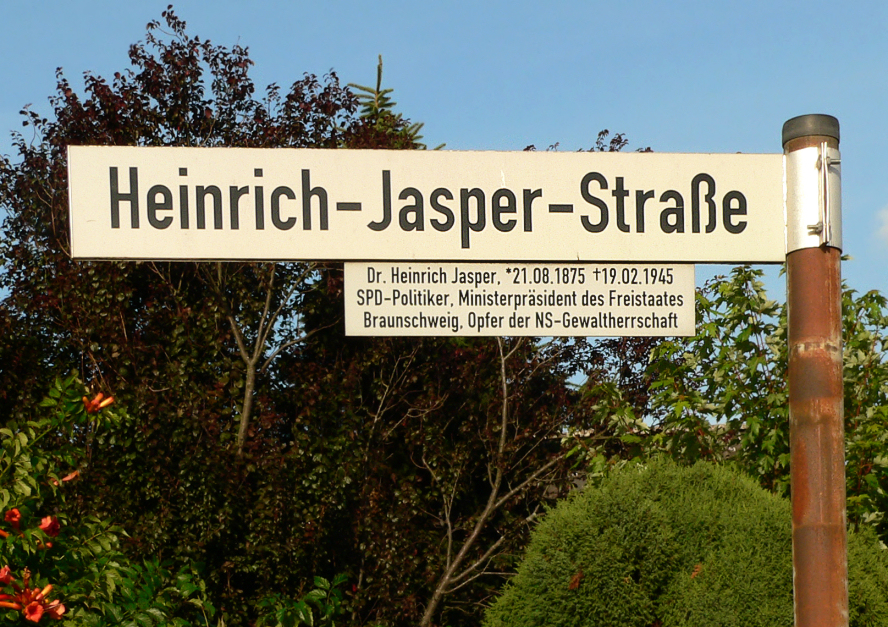
Heinrich Jasper Straße in Vorsfelde

Heinrich Jasper (* 21. August 1875 in Dingelbe; † 19. Februar 1945 im KZ Bergen-Belsen) war ein deutscher sozialdemokratischer Politiker und mehrmals Ministerpräsident des Freistaates Braunschweig.

## Leben
Heinrich Jasper stammte aus einem wohlhabenden Elternhaus, sein Vater, Carl August Jasper, war Pächter des ehemaligen Rittergutes Dingelbe im Landkreis Hildesheim. Seine Mutter Alwine, geb. Giesker, war Tochter eines aus Braunschweig stammenden Mediziners und Züricher Universitätsprofessors. Heinrich Jasper war das jüngste von vier Kindern. Bereits mit sechs Jahren kam er in die Obhut einer Hildesheimer Oberförsterswitwe. Dort besuchte er erst die zum Gymnasium Andreanum gehörende Vorschule und dann das Andreanum selbst, um dann ab 1890, nachdem sich die Eltern getrennt hatten und der Vater nach Braunschweig gezogen war, am dortigen Wilhelm-Gymnasium 1894 das Abitur abzulegen. Anschließend studierte er Rechtswissenschaften in München, Leipzig und Berlin. Seine Referendarzeit absolvierte er in Braunschweig, promovierte im  Februar 1901 und ließ sich im Oktober 1901 als Rechtsanwalt in der Stadt nieder. Von seinem 1898 verstorbenen Vater erbte er ein stattliches Vermögen. Am 5. Dezember 1902 trat er in die SPD ein, eine damals für einen Akademiker ungewöhnliche Entscheidung. Von 1903 bis 1928 war Jasper Vertreter seiner Partei in der Braunschweiger Stadtverordnetenversammlung. Von Juli 1915 bis November 1918 nahm er am Ersten Weltkrieg teil und kehrte bei Kriegsende im Range eines Vizefeldwebels nach Braunschweig zurück.

## Politiker
Nach der Abdankung des letzten braunschweigischen Welfen-Herzogs Ernst August am 8. November 1918 und während der Wirren der Novemberrevolution in Braunschweig nahm Jasper den politischen Kampf gegen Josef „Sepp“ Oerter und die Braunschweiger Räterepublik auf, die er als „Diktatur einer undemokratischen Minderheit“ bezeichnete. Von Januar 1919 bis 1920 war er Mitglied der Nationalversammlung. Am 10. Februar 1919 wurde er einstimmig zum Präsidenten der Landesversammlung gewählt. Der Schwerpunkt seiner politischen Arbeit blieb weiterhin Braunschweig. Am 19. Februar 1919 wurde Jasper MSPD-Vorsitzender im Rat der Volksbeauftragten der Stadt. Nach Beendigung des Generalstreiks der Braunschweiger Arbeiter im April 1919 und der kurzzeitigen Besetzung der Stadt durch Freikorps-Truppen unter General Maercker war Jasper mehrere Jahre lang Landtagspräsident.

### Ministerpräsident
Jasper blieb von 1919 bis 1933 Abgeordneter des Braunschweigischen Landtages. 1919/1920, von 1922 bis 1924 und schließlich von 1927 bis 1930 war Jasper, der sich zur unangefochtenen Führungspersönlichkeit der Landes-SPD entwickelt hatte, Ministerpräsident des Freistaates Braunschweig, fast immer war er dabei auch gleichzeitig Finanzminister des Landes.

### Oppositionsführer
Bei der Landtagswahl 1930 verlor die SPD an Zustimmung und es kam anschließend zu einer Regierung unter Beteiligung der NSDAP, die mit Politikern der Bürgerlichen Einheitsliste den DNVP-Politiker Werner Küchenthal zum neuen Ministerpräsidenten wählte. Jasper wurde als SPD-Fraktionsvorsitzender zum Oppositionsführer, 1931 Gegenspieler des neuen nationalsozialistischen Innen- und Volksbildungsministers Dietrich Klagges und trat im Parlament für seine demokratische Überzeugung ein. Bis zur vollständigen Machtübernahme der Nationalsozialisten in Braunschweig 1933 blieb er SPD-Fraktionsvorsitzender.

### Verfolgung durch das NS-Regime
Bereits kurz nach der Machtergreifung am 30. Januar 1933 begann der neue braunschweigische Ministerpräsident, NSDAP-Mitglied Dietrich Klagges, seine politischen Gegner und damit auch seinen Vorvorgänger im Amte zu verfolgen. Die SS besetzte am 9. März 1933 das „Volksfreund-Haus“, das Eigentum der SPD war und in dem die gleichnamige Zeitung gedruckt wurde. Dabei wurde ein Angestellter erschossen und viele andere schwer misshandelt. Jasper schrieb daraufhin unverzüglich ein Telegramm an Reichspräsident Hindenburg, in dem er gegen diese Ausschreitungen protestierte.
Am 17. März 1933 versammelte sich der SPD-Vorstand Braunschweigs im Hotel „Monopol“, um die Lage zu diskutieren und das weitere Vorgehen zu besprechen. Auf dem Nachhauseweg wurde Jasper auf Veranlassung Klagges’ unter einem Vorwand verhaftet und in „Schutzhaft“ genommen; dazu wurde er in das von den Nationalsozialisten zweckentfremdete AOK-Gebäude gebracht, wo man ihn schwer misshandelte. Anschließend brachte man Jasper in das von der SS besetzte „Volksfreund-Haus“, wo er weiteren Misshandlungen ausgesetzt war.
In einem Brief berichtete Jasper, dass ihn der braunschweigische SS-Führer Friedrich Alpers in der Gefangenschaft aufgesucht habe, um ihm unter der Bedingung, dass Jasper auf sein Landtagsmandat sowie eine erneute Kandidatur verzichte, die Freilassung zu gewähren. Jasper lehnte dies jedoch ab. Am 19. April wurde er vorläufig entlassen. Doch schon am 26. Juni 1933 wurde er erneut verhaftet und in das KZ Dachau gebracht, aus dem er – obwohl sich sofort zahlreiche Persönlichkeiten für seine Freilassung einsetzten – erst 1939, unter bisher ungeklärten Umständen, wieder entlassen wurde. Jasper kehrte daraufhin nach Braunschweig zurück, stand nun jedoch unter ständiger Überwachung und musste sich täglich bei der Gestapo melden.
Von 1939 bis 1942 betrieb er historische Forschungen im Stadtarchiv Braunschweig, bis schließlich das fehlgeschlagene Attentat auf Adolf Hitler am 20. Juli 1944 einen erneuten Vorwand lieferte, Jasper am 22. August 1944 in der Aktion „Gitter“ zu verhaften.
Der in der Zwischenzeit durch Inhaftierungen, Misshandlungen und permanente Verfolgung physisch wie psychisch angeschlagene 69-jährige Jasper wurde zunächst in das berüchtigte Arbeitserziehungslager Hallendorf, das „Lager 21“, bei Salzgitter-Watenstedt gebracht und im September in das KZ Sachsenhausen überstellt. Nachdem dieses in der Endphase des Krieges aufgelöst worden war, war Jasper ab Februar 1945 im KZ Bergen-Belsen, wo er am 19. Februar 1945 an Flecktyphus gestorben sein soll. Er wurde in einem Massengrab beerdigt.

## Würdigung
„Diesem verdienten, völlig uneigennützigen und persönlich unanfechtbaren Minister hat das Land Braunschweig und haben mit ihm die Gemeinden viel Dank abzustatten.“

Zu Ehren Heinrich Jaspers wurde die Braunschweiger „Kaiser-Wilhelm-Straße“ im Östlichen Ringgebiet am 26. März 1946 in „Jasperallee“ umbenannt. Am 23. Dezember 1951 wurde eine von Bildhauer Jakob Hofmann geschaffene Stein-Büste des Politikers enthüllt. Sie befand sich zunächst auf der Ostseite des Gebäudes der Bezirksregierung Braunschweig (Bohlweg), seit 1998 steht sie auf der Westseite (Ruhfäutchenplatz). Ein weiteres Denkmal befindet sich in Seesen am Harz.
Die kleine Waldsiedlung Eggeröder Brunnen bei Elbingerode (Harz) wurde 1946 in Jasperode umbenannt. Dieser Name wird seit 1990 nicht mehr offiziell verwendet, ist aber noch der Name einer der Straßen in dieser Siedlung. In Bad Harzburg, Blankenburg (Harz), Braunlage, Helmstedt, Langelsheim, Vorsfelde, Walkenried, Wolfenbüttel und weiteren Orten sind Straßen nach ihm benannt.
Am 8. März 1958 wurde das „Heinrich-Jasper-Haus“ als „Haus der offenen Tür“ der Sozialistischen Jugend – Die Falken in der Braunschweiger Schuntersiedlung am Tostmannplatz eröffnet.
In den 1990er Jahren erhielt die Realschule in Holzminden die Bezeichnung Dr.-Heinrich-Jasper-Schule. Seit 1992 erinnert in Berlin in der Nähe des Reichstags eine der 96 Gedenktafeln für von den Nationalsozialisten ermordete Reichstagsabgeordnete an Jasper.
Am 29. Juni 2015 wurde zum Gedenken an Heinrich Jasper ein Stolperstein vor dem Wilhelm-Gymnasium verlegt.